# Homogener Raum
Ein homogener Raum (seltener Kleinscher Raum oder Kleinsche Geometrie nach Felix Klein) ist in der Mathematik ein Raum mit einer transitiven Gruppenwirkung. Die entsprechende Gruppe wird Bewegungsgruppe genannt.
Anschaulich bedeutet diese Homogenität, dass der Raum „in jedem Punkt gleich aussieht“. Beispielsweise sind zusammenhängende differenzierbare Mannigfaltigkeiten homogen, denn zu je zwei Punkten {\displaystyle x,y} gibt es einen Diffeomorphismus, der {\displaystyle x} auf {\displaystyle y} abbildet. Eine wichtige Klasse der homogenen Räume sind die Riemannschen homogenen Räume.

## Definition
Sei {\displaystyle M} eine Menge, auf der die Gruppe {\displaystyle G} transitiv operiert. Das heißt, es gibt eine Abbildung
{\displaystyle G\times M\to M}
{\displaystyle (g,x)\mapsto gx}
mit folgenden Eigenschaften:
- Für alle {\displaystyle g,h\in G} und alle {\displaystyle x\in M} gilt

{\displaystyle (gh)x=g(hx)}.
- Für alle {\displaystyle x\in M} gilt:

{\displaystyle ex=x},
wobei {\displaystyle e\in G} das neutrale Element ist.
- Für alle {\displaystyle x,y\in M} gibt es ein {\displaystyle g\in G} mit

{\displaystyle y=gx}.
Das Tupel {\displaystyle (M,G)} heißt dann homogener Raum und {\displaystyle G} nennt man die Bewegungsgruppe des homogenen Raums.

## Beispiele
Oft hat die zugrundeliegende Menge des homogenen Raums eine zusätzliche Struktur, etwa im Rahmen der mathematischen Teilgebiete Gruppentheorie, Topologie oder Riemannschen Differentialgeometrie.

### Nebenklassenraum
Ein Beispiel eines homogenen Raums ist die Menge {\displaystyle G/H} aller Linksnebenklassen {\displaystyle xH} einer Gruppe {\displaystyle G} mit einer Untergruppe {\displaystyle H\leq G}. Die Gruppe {\displaystyle G} operiert durch
{\displaystyle g(xH)=(gx)H}
auf {\displaystyle G/H}, wodurch {\displaystyle (G/H,G)} zu einem homogenen Raum wird.

### Riemannscher homogener Raum
Oft sind Riemannsche homogene Räume gemeint, wenn von homogenen Räumen die Rede ist. Hier gibt es zu je zwei Punkten {\displaystyle x,y} eine Isometrie, die {\displaystyle x} auf {\displaystyle y} abbildet. Riemannsche homogene Räume sind eine wichtige Klasse von Beispielen in der Riemannschen Geometrie. Ihre Krümmung kann oft mit algebraischen Methoden berechnet werden.

## Eigenschaften
Falls die transitiv wirkende Gruppe {\displaystyle G} endlich ist, gilt für die Mächtigkeit der Menge {\displaystyle M}
{\displaystyle \vert M\vert ={\frac {\vert G\vert }{\vert G_{x}\vert }}},
wobei {\displaystyle G_{x}} den Stabilisator eines (beliebigen) Elements {\displaystyle x\in M} bezeichnet.